# Vlag van Evere
De vlag van Evere is bevestigd door de gemeenteraad als de gemeentelijke vlag van de Brusselse gemeente Evere. De beschrijving luidt:
Rechtsgeschuind in vier banen van wit en groen.
De herkomst van het ontwerp zijn onbekend.